# Isia steinbachi
Isia steinbachi là một loài bướm đêm thuộc phân họ Arctiinae, họ Erebidae.